# Transformation géométrique
Pour les articles homonymes, voir Transformation.
Une transformation géométrique est une bijection d'une partie d'un ensemble géométrique dans lui-même.
L'étude de la géométrie est en grande partie l'étude de ces transformations.
Les transformations géométriques peuvent être classées selon la dimension de l'ensemble géométrique : principalement les transformations planes et les transformations dans l'espace.

## Classification selon leurs éléments conservés
On peut aussi classer les transformations d'après leurs éléments conservés :
| Transformation                 | Éléments conservés                                                                       | Exemples                             |
| ------------------------------ | ---------------------------------------------------------------------------------------- | ------------------------------------ |
| Déplacements                   | Distances et angles orientés                                                             | Translations et rotations            |
| Isométries                     | Distances et angles                                                                      | Rotations, réflexions, antirotations |
| Similitudes                    | Rapports de distances                                                                    | Isométries et homothéties            |
| Transformations affines        | Parallélisme                                                                             | Similitudes et affinités             |
| Transformations homographiques | Droites                                                                                  | Homologies                           |
| Transformations de Möbius      | Ensemble des droites et cercles (cas plan) Ensemble des plans et sphères (dans l'espace) | Inversions                           |

Jusqu'à l'avant dernière, chacune de ces classes contient la précédente.

Visualisation des transformations précédentes
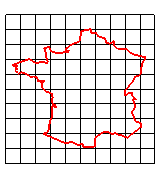
objet de départ
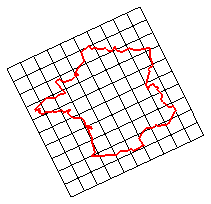
isométrie
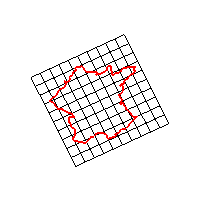
similitude
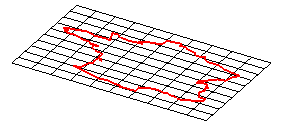
transformation affine
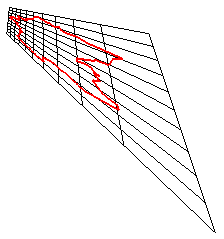
transformation homographique
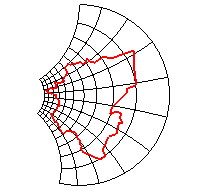
inversion

D'autres transformations sont aussi possibles :
- les transformations bidifférentiables ou difféomorphismes sont les transformations qui sont affines au premier ordre ; elles contiennent les précédentes comme cas particuliers, mais aussi :
- les transformations conformes ou anticonformes, conservant les angles, qui sont, au premier ordre, des similitudes
- les transformations équivalentes ou équiaréales, conservant les aires dans le cas plan, ou les volumes dans le cas 3D, qui sont, au premier ordre, des transformations affines de déterminant 1

Et enfin, englobant les précédentes :
- les transformations bicontinues ou homéomorphismes, conservant les voisinages des points.

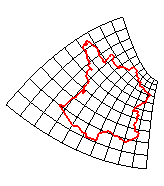
transformation conforme
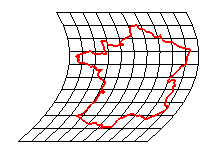
transformation équivalente
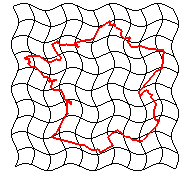
difféomorphisme
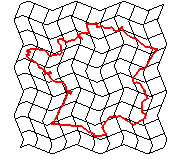
homéomorphisme

On crée alors des groupes et des sous-groupes de transformations.

## Classification non exhaustive selon leur degré de complexité
- les translations
- Les homothéties
- Les réflexions selon une droite (dans le plan ou l'espace) ou selon un plan (dans l'espace)
- les symétries centrales
- les rotations de centre C (dans le plan) ou d'axe D dans l'espace
- les affinités

Les réflexions, symétries, translations et rotations sont des exemples d'isométries du plan ou de l'espace. Les deux dernières conservent les angles orientés et sont alors appelées des déplacements. L'ensemble des déplacements forme un groupe.
Les homothéties et les isométries sont des exemples de similitudes du plan ou de l'espace. On démontre même que ces transformations engendrent l'ensemble des similitudes. Les similitudes conservant les angles orientés forment un groupe appelé le groupe des similitudes directes.
Les affinités et les similitudes sont des exemples de transformations affines du plan ou de l'espace. On démontre même que ces transformations engendrent l'ensemble des transformations affines.
Il existe aussi des transformations qui ne sont pas définies dans le plan ou l'espace tout entier. Parmi celles-ci on peut citer les inversions, les homologies qui sont des transformations homographiques.